# Ligue du Rhin
Ne doit pas être confondu avec Confédération du Rhin.
La Ligue du Rhin est une union des princes allemands destinée à affaiblir les positions de l'Empereur du Saint-Empire, dans les années 1650.
Le traité de Westphalie de 1648, autorise les princes allemands, vassaux immédiats de l'Empereur, à conclure entre eux ou avec l'étranger des alliances.
Le 14 août 1658, les Archevêques-princes-électeurs de Trèves, Mayence, Cologne, l'évêque de Münster, le comte palatin du Rhin, le duc de Bavière, le landgrave de Hesse-Cassel, le duc de Brunswick, le duc de Luxembourg [Quoi ?] [réf. nécessaire], le roi de Suède, forment la Ligue du Rhin. Sous l'impulsion de Jean-Philippe de Schönborn, archevêque de Mayence, ils se confédèrent et s'allient à la France pour maintenir les clauses du traité de Westphalie, et contraindre l'Empereur romain germanique, Léopold Ier, alliée de l'Espagne, à agir dans l'intérêt de l'Empire. Ils s'engagent à ne laisser passer dans leurs États aucune troupe destinée à attaquer la France dans les Pays-Bas espagnols ou en d'autres lieux, et le cardinal Jules Mazarin, qui gouverne la France, s'engage à protéger les princes allemands en cas d'agression.
La France est donc protégée à l'est par une « frontière militaire » appuyée sur le Rhin. La politique d'expansion menée par Louis XIV conduit à la dissolution de fait de la Ligue en 1667.

## Membres de la Ligue

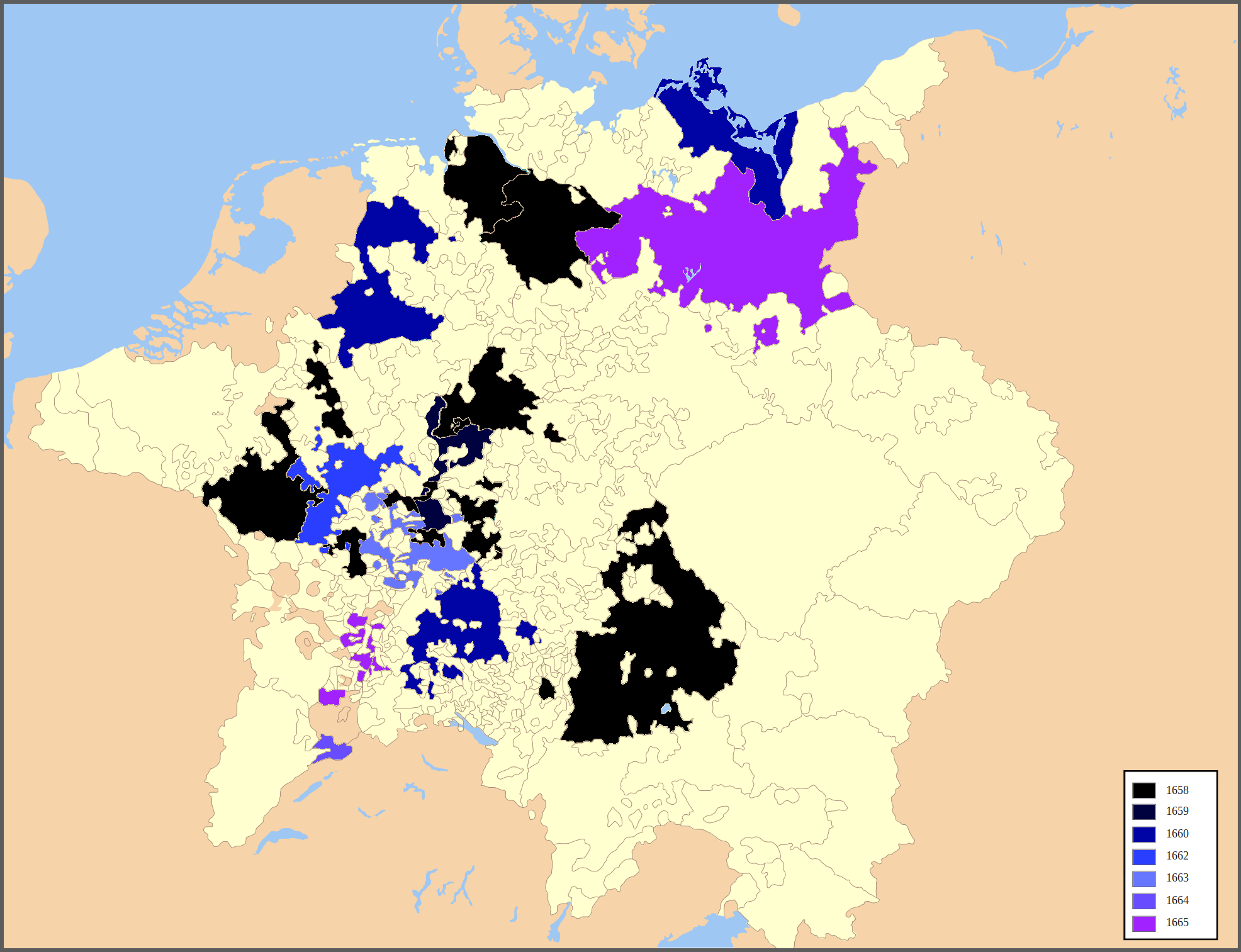
En rouge : Territoires internes au Saint-Empire appartenant à la Ligue du Rhin

Membres en 1658 :
- Électorat de Mayence
- Électorat de Cologne
- Duché de Palatinat-Neubourg
- Brême-et-Verden (à la Suède)
- Duché de Brunswick-Lunebourg
- Landgraviat de Hesse-Cassel
- Duché de Luxembourg
- Duché de Bavière
- Royaume de France

Nouveau membre de 1659 :
- Landgraviat de Hesse-Darmstadt

Nouveaux membres de 1660 :
- Duché de Wurtemberg
- Principauté épiscopale de Münster
- Poméranie suédoise

Nouveau membre de 1662 :
- Électorat de Trèves

Nouveau membre de 1663 :
- Palatinat-Deux-Ponts

Nouveau membre de 1664 :
- Principauté épiscopale de Bâle

Nouveaux membres de 1665 :
- Marche de Brandebourg
- Principauté épiscopale de Strasbourg